# Reuben Louis Goodstein
Reuben Louis Goodstein, angleški matematik in filozof, * 15. december 1912, London, Anglija, † 8. marec 1985, Leicester, Anglija.

## Življenje in delo
Obiskoval je Šolo svetega Pavla v Londonu. Diplomiral je leta 1933 na Kolidžu Magdalene Univerze v Cambridgeu. Pod Littlewoodovim mentorstvom je v tem času raziskoval transfinitna števila. Po magisteriju na tej univerzi je leta 1935 začel poučevati na Univerzi v Readingu, večino svoje znanstvene poti pa je preživel na Univerzi v Leicestru. Leta 1946 je doktoriral na Univerzi v Londonu še kot član readingške univerze. Študiral je tudi pri Wittgensteinu.
Objavil je več del o finitizmu in rekonstrukciji analize s stališča finitizma, na primer Konstruktivni formalizem. Eseji o osnovah matematike. (Constructive Formalism. Essays on the foundations of mathematics.). 
Skoval je izraz tetracija za četrti hiperoperator.